# Jean Eugène Robert-Houdin
Jean Eugène Robert-Houdin (nar. Jean Eugène Robert; 7. prosince 1805 Blois - 13. června 1871) byl francouzský jevištní iluzionista, vynálezce a konstruktér automatů, považovaný za zakladatele moderní zábavné magie. Roku 1845 v Paříži založil „magické divadlo“ Théâtre Robert-Houdin.

## Život
Robertův otec byl hodinářem, a tomuto řemeslu se Robert-Houdin vyučil. Díky tomu dokázal konstruovat „magická“ zařízení, která se tehdy těšila oblibě; již před ním se proslavil například „šachový Turek“ iluzionisty Wolfganga von Kempelena působícího v Prešporku tj. v dnešní Bratislavě (Slovenská republika). V roce 1844 Robert-Houdin na výstavě v Paříži představil píšící automat.
Uprostřed 19. století Jean Eugène Robert-Houdin otevřel své vlastní divadlo ve starém paláci Palais Royal, kde na svých Soirées Fantastique okouzloval pařížské publikum elegantními triky, optickými iluzemi a mentální magií. Místo pestrých oděvů tehdejších žongléřů upřednostňoval Robert-Houdin elegantní moderní oblečení a vytvořil styl, který oslovil zejména intelektuální publikum. Ačkoli Robert-Houdin pracoval jako kouzelník pouze jedenáct let, ovlivnil vystupování současného kouzelníka na řadu generací.
Robert-Houdin vynalezl mnoho triků, které se staly klasickými, např. éterického chlapce, předchůdce „plovoucí panny“. Mnohé z jeho iluzí vyžadovaly složitá mechanická zařízení a byly založeny na použití elektřiny. Robert-Houdin kouzlil pro elitu společnosti a cestoval po Velké Británii a Německu. Jeho kouzelné divadlo později převzal průkopník filmového triku Georges Méliès, který tam promítal své první filmy.
Robert-Houdin vytvořil mnoho hodin s rafinovanými skrytými mechanismy, jako hodiny, jejichž ručičky se pohybují v důsledku posunu těžiště. Konstruoval také nejrůznější zábavní stroje, třeba mechanického ptáka, akrobata houpajícího se na hrazdě nebo zpívající bustu. Vyvinul různé elektrické signální systémy určené pro každodenní použití. Kromě zařízení pro zábavní účely a signalizaci vynalezl Robert-Houdin také několik přístrojů pro vyšetření očí. Mezinárodní oftalmologický kongres roku 1867 ho za to poctil zlatou medailí.
Robert-Houdin je první jmenovitě známý autor knihy o falešné hře, která byla okamžitě přeložena do několika jazyků. Jeho autobiografie (jež se ovšem nevyhýbá přikrašlování reality) byla také přeložena do mnoha jazyků. Inspirovala jiného významného kouzelníka Harryho Houdiniho, který si od autora půjčil příjmení, zatímco křestní jméno Harry odkazovalo na Harryho Kellara. Robert-Houdin ve své monografii například referuje o své propagandistické misi uskutečněné jménem francouzské vlády během tehdejší alžírské války. Aby se zabránilo vzpouře místních kouzelníků, marabutů, prý v roce 1856 použil své triky ke zvýšení sympatií obyvatelstva, ale také k ilustraci nadřazenosti Francouzů. Robert-Houdin nechal Alžířany, aby se marně snažili zvednout jakousi krabičku, což se pak snadno podařilo francouzské holčičce - protože Robert-Houdin mezitím vypnul skrytý elektromagnet. Předvedl také zachycení střely z pušky, kterou pak vystřelil na zeď, jež po zásahu začala krvácet. Robert-Houdin prý tak své diváky přesvědčil „že magická síla Francie je nakonec mnohem silnější než magie marabutů. Povstání bylo v zárodku potlačeno.“
Na počest Roberta-Houdina bylo v Blois naproti tamnímu zámku založeno jeho muzeum. Jsou v něm k vidění také různé stroje, které navrhl.